# Pedro Rivero
Pedro Rivero del Caz (Segovia, España, 22 de julio de 1979) es un exjugador y entrenador español de baloncesto que actualmente está libre tras abandonar la disciplina del CB Estudiantes.

## Trayectoria como jugador
Pedro Rivero se formó en la cantera del Colegio Claret de Segovia. Tras finalizar su época Junior pasó a formar parte del Mambo FC. En la temporada 1999-2000 jugó en el equipo del Real Madrid de la Liga EBA. Posteriormente jugó en varios equipo de la Liga LEB, llegando a jugar el All-Star de la liga en 2002 donde ganó el concurso de triples. Su debut en la ACB se produjo el 5 de octubre de 2008 con el Cajasol, enfrentándose al Ricoh Manresa. Es uno de los jugadores de referencia de la Liga LEB en la que ha conseguido cuatro ascensos a liga ACB (Zaragoza, 2010 / Murcia, 2011 / Alicante, 2013 y Ourense, 2015), siendo además el tercer máximo anotador histórico de la categoría, el segundo en asistencias,el sexto en partidos jugados y el máximo anotador de triples. 

## Trayectoria como entrenador
Tras retirarse como jugador en 2018 en las filas del Club Baloncesto Lucentum Alicante, se hace cargo del club alicantino para dirgirlo en la Liga LEB Plata, con el que conseguiría ascenderlo a LEB Oro en su primera temporada como entrenador y batió récords de victorias en LEB Plata.
En junio de 2019, sella un acuerdo para dos próximas temporadas en el que sería su debut en LEB Oro. En las dos siguientes temporadas, consolidaría al equipo alicantino en la división de plata, llegando a disputar durante la temporada 2020-21 la final de la Copa Princesa y quedando eliminado de la lucha por el ascenso en semifinales ante el Leche Río Breogán.
El 25 de junio de 2021, firmó como entrenador del Palencia Baloncesto de la LEB Oro. En 2023 consiguió con el equipo palentino la Copa Princesa de Asturias y el ascenso a la Liga Endesa tras quedar segundos en la temporada regular y campeones del playoff de ascenso disputado en Burgos.
El 23 de junio de 2023, firma por el Movistar Estudiantes de la LEB Oro de España.

## Clubs como entrenador
- 2018-2021: Club Baloncesto Lucentum Alicante. LEB Plata/LEB Oro.
- 2021-2023: Palencia Baloncesto. LEB Oro.
- 2023-2025: CB Estudiantes. LEB Oro.